# 이사역
이사역(일본어: 石原駅, いさえき)은 일본 교토부 후쿠치야마시에 있는 서일본 여객철도의 철도역이다.

## 역 구조
섬식 1면 2선 구조의 지상역이다. 분기기와 절대신호기가 없기 때문에 정류소로 취급되고 있다. 후쿠치야마역이 관리하는 무인역이다.
하행선 쪽에 있는 역사와 승강장 사이를 과선교가 잇고 있다.

### 승강장
| 1 | ■ 산인 본선 | 상행 | 아야베 · 니시마이즈루 · 교토 방면 |
| 2 | ■ 산인 본선 | 하행 | 후쿠치야마 · 도요오카 방면        |

## 역사
- 1904년 11월 3일 - 일본국유철도 후쿠치야마 역 ~ 아야베역 ~ 신마이즈루 역 (지금의 히가시마이즈루 역) 사이의 노선 개통과 동시에 개업.
- 1987년 4월 1일 - 민영화에 따라 서일본 여객철도의 소속이 되었다.

## 인접역
| 서일본 여객철도 산인 본선 | 서일본 여객철도 산인 본선 | 서일본 여객철도 산인 본선             |
| ------------------------- | ------------------------- | ------------------------------------- |
| 다카쓰 교토 방면          | ■ 산인 본선               | 후쿠치야마 기노사키온센·하마사카 방면 |